# Secret Window
Secret Window è un film del 2004 diretto da David Koepp, tratto dal racconto Finestra segreta, giardino segreto di Stephen King (dalla raccolta Quattro dopo mezzanotte).

## Trama
Morton "Mort" Rainey è uno scrittore di romanzi horror e thriller psicologici. Una notte, Mort entra di nascosto nella stanza di un motel, dove scopre sua moglie Amy in compagnia del suo amante Ted Milner. Dopo la separazione, si trasferisce in solitudine in una casa nel bosco, tentando di superare il blocco dello scrittore che lo affligge ormai da tempo.
Una mattina viene svegliato da un uomo del Mississippi che bussa alla sua porta: egli, che si identifica come John Shooter, sostiene che Mort abbia rubato un suo racconto, Stagione di semina. Dopo un breve alterco in cui lo scrittore respinge le accuse di plagio, l'uomo si allontana in macchina, lasciando sul portico il manoscritto del racconto. Leggendolo, Rainey si rende conto che, fatta eccezione per il finale, esso è quasi del tutto identico a un suo vecchio racconto, Secret Window.
Il giorno seguente si imbatte nuovamente in Shooter, che continua a rivendicare la proprietà del racconto; Mort ribatte che il suo è stato scritto tempo prima, completato nel 1994 e pubblicato l'anno seguente su una rivista, rimasta nella sua vecchia casa, ora abitata da Amy. Shooter esige delle prove al riguardo e mette in guardia Rainey sulle conseguenze di un coinvolgimento della polizia. Una sera Mort nota un biglietto intimidatorio affisso su una finestra e scopre che il suo cane Chico è stato ucciso con un cacciavite.
Dopo essersi recato alla centrale di polizia per denunciare l'accaduto allo sceriffo Dave Newsome, Mort si dirige da Ken Karsch, investigatore privato nonché suo vecchio amico, a cui chiede di sorvegliare la sua casa. Mort inoltre suggerisce di interrogare un abitante del luogo, Tom Greenleaf, che potrebbe avere informazioni sul conto di Shooter. La stessa sera questi si reca nuovamente in casa di Rainey, a cui ordina di cambiare il finale del suo racconto (nella versione di Shooter il protagonista uccide la moglie e poi mangia una pannocchia) e di pubblicarlo sotto il suo nome, minacciando di coinvolgere l'ex moglie Amy. Rainey tenta di attaccare Shooter con una pala, ma questi si difende stordendolo, per poi allontanarsi.
Il giorno seguente Mort apprende da Amy che la loro vecchia casa è stata data alle fiamme, il che causa continue tensioni fra lui e Ted. Mort si convince che il nuovo compagno dell'ex moglie sia il mandante delle intimidazioni e i due si affrontano in una stazione di servizio, dove Ted si rompe la mano nel tentativo di colpirlo, dopo aver cercato di far firmare a Mort le carte del divorzio. Quest'ultimo viene contattato da Ken, da cui apprende che Greenleaf nega di averlo visto in compagnia di Shooter. I due decidono di parlare di persona con Greenleaf la mattina seguente nel bar da lui frequentato. Mort si reca tardi all'incontro, senza trovare traccia dei due uomini. Poco dopo riceve una telefonata da Shooter, che fissa un incontro nel bosco.
Sul luogo, Mort scopre con orrore che Greenleaf e Ken sono rimasti uccisi, e sviene per lo shock. Al suo risveglio compare Shooter, che afferma di averli eliminati per essersi immischiati nella faccenda, consigliando a Mort di liberarsi dei due corpi, poiché il cacciavite con cui Greenleaf è stato ucciso appartiene proprio a Rainey. I due si accordano di incontrarsi lo stesso giorno, dato che Mort aveva già ordinato una copia della rivista contenente il suo racconto. L'auto di Greenleaf, con dentro i corpi dei due uomini, viene spinta da Mort giù da un dirupo in un lago, rischiando di essere trascinato a sua volta. Si reca dunque all'ufficio postale per ritirare il pacco e tornare verso casa, dove si rende conto che la corrispondenza è già stata aperta. Qualcuno ha infatti strappato le pagine del racconto, unica prova a disposizione di Mort.
Vedendo il cappello di Shooter sul portico, Mort lo raccoglie e lo indossa, cominciando a parlare a sé stesso di ciò che gli sta accadendo, rendendosi conto che Shooter non è altro che un frutto della sua immaginazione. Rainey, infatti, soffre di un disturbo dissociativo della personalità, e l'uomo del Mississippi è una rappresentazione del suo lato oscuro, che gli permette di commettere atti che normalmente non potrebbe mai concepire (l'uccisione di Chico, Tom e Ken, oltre all'incendio).
Amy, che nel frattempo ha deciso di recarsi in casa di Mort, trova l'abitazione a soqquadro e con le pareti coperte dalla scritta "Shooter", nome che proviene dal desiderio di Mort di ucciderla ("Shoot her", "sparale" in italiano), come rivelato da alcuni flashback. Mort fa la sua comparsa imitando le movenze e l'accento di Shooter, aggredendo Amy e ferendola alla gamba con un cacciavite. La donna si difende colpendolo al volto con un calcio e riuscendo a uscire dalla porta posteriore. Ted, anch'egli recatosi sul posto, viene attirato dalle urla di Amy, finendo con l'essere ucciso da Mort, che lo tramortisce per poi decapitarlo con una pala. Mort a questo punto uccide anche Amy, non prima di aver citato il finale del racconto scritto da Shooter.
Tempo dopo, Mort ha ormai superato il blocco dello scrittore e il suo umore appare notevolmente migliorato. Lo sceriffo Newsome si presenta in casa sua, affermando di sapere ciò che Mort ha commesso, e che presto sarà incarcerato. Mort non sembra essere preoccupato dalle accuse, dicendo che «la cosa più importante della storia è il finale, e questo funziona a meraviglia, anzi è perfetto!». Lo sceriffo si allontana, e l'inquadratura si sposta attraverso una finestra segreta sul giardino dietro la casa, dove con molta probabilità sono stati seppelliti i cadaveri di Amy e Ted, mentre la voce fuori campo di Rainey cita ancora una volta il finale scritto da Shooter. Mort infatti ha cominciato a coltivare e consumare mais per distruggere ogni possibile prova che possa incastrarlo, e si gusta una pannocchia.

## Produzione
Alcune riprese scartate di Jurassic Park - Il mondo perduto sono state riutilizzate dal regista per uno degli incubi di Mort (quello in cui Mort stesso precipita nel vuoto).

## Riconoscimenti
- 2005 - Saturn Award
  - Nomination Miglior attore non protagonista a John Turturro
- 2004 - Teen Choice Awards
  - Nomination Miglior thriller
- 2005 - Fangoria Chainsaw Awards
  - Nomination Miglior attore protagonista a Johnny Depp